# Horatio Alger

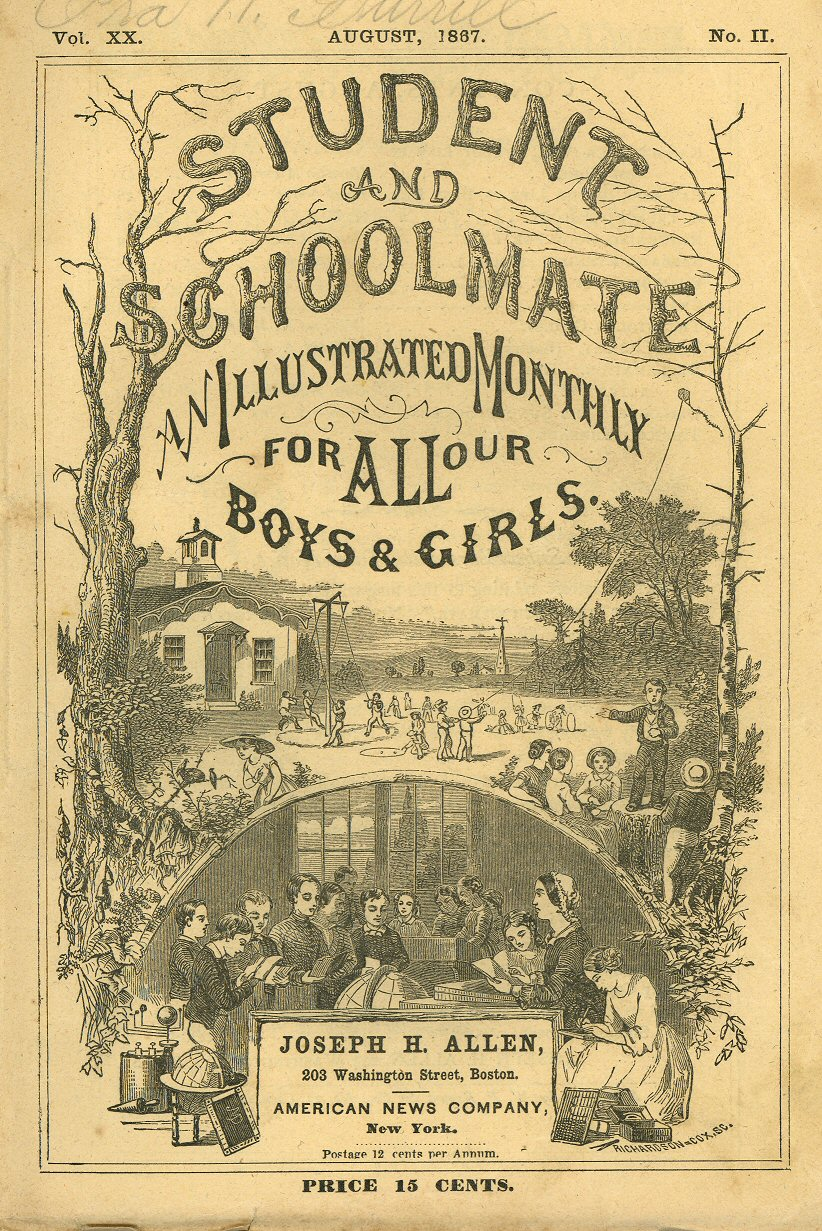
Student and Schoolmate, waarin Ragged Dick als feuilleton verscheen

Horatio Alger Jr. (Chelsea, Massachusetts,13 januari 1832 - Natick, Mass., 18 juli 1899) was een Amerikaanse schrijver van romans voor jonge volwassenen over verarmde jongens en hun opkomst van de onderkant van de samenleving tot een welvarend bestaan door hard werken, vastberadenheid, moed en eerlijkheid. Zijn geschriften werden gekenmerkt door het "van krantenjongen tot miljonair"-thema, dat in de 19e eeuw gestalte gaf aan de Amerikaanse cultuur.

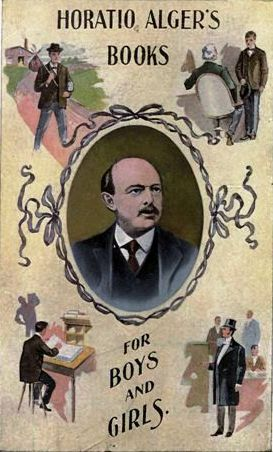
Horatio Alger

Alger werd geboren op 13 januari 1832 in de kustplaats Chelsea in Massachusetts, als zoon van Horatio Alger Sr. en Olive Augusta Fenno. 
Alle jeugdromans van Alger delen in wezen hetzelfde thema, bekend als de "Horatio Alger-mythe": een tiener werkt hard om aan armoede te ontsnappen. Vaak is het niet hard werken dat de jongen van zijn lot redt, maar eerder een buitengewone daad van moed of eerlijkheid. De jongen kan een groot bedrag aan verloren geld teruggeven of iemand redden uit een omgevallen wagen. Dit brengt de jongen - en zijn benarde situatie - onder de aandacht van een rijk persoon, wat een belangrijke wending in zijn leven wordt.
Een van zijn eerste werken was Friar Anselmo, een stichtelijk gedicht over een zondige geestelijke die zijn leven verbetert door goede daden. Alger raakte geïnteresseerd in het welzijn van de duizenden zwervende kinderen die de stad New York overspoelden na de Amerikaanse Burgeroorlog. Hij woonde een kerkdienst voor kinderen bij, wat hem inspireerde tot John Maynard, een ballade over een scheepswrak aan de kust van het Eriemeer, dat Alger erkenning als literair schrijver bezorgde. Hij publiceerde vervolgens twee slecht ontvangen romans voor volwassenen. Daarna had hij meer succes met verhalen voor jongens.
In januari 1867 verscheen de eerste van 12 afleveringen van het eerst als feuilleton gepubliceerd Ragged Dick in het tijdschrift Student and Schoolmate. Het verhaal, over de opkomst van een arme schoenpoetser tot een respectvol burger van de middenklasse, was een groot succes. Het werd uitgebreid en als roman gepubliceerd in 1868. Het werd zijn best verkochte werk.
Na Ragged Dick schreef Alger vrijwel alleen nog maar voor jongens en tekende hij een contract met zijn uitgeverij voor een serie over de hoofdpersoon Ragged Dick. Daarna bleef hij verhalen schrijven die vrijwel allen neerkwamen op variaties op hetzelfde thema, waarvoor zijn naam in de Amerikaanse cultuur een spreekwoordelijk begrip zou worden. In Massachusetts werd Alger met dezelfde eerbied beschouwd als de fameuze auteur Harriet Beecher Stowe, de schrijver van De negerhut van Oom Tom.
De eerste twee delen van de Ragged Dick-serie verschenen in 2023 in een Nederlandse vertaling als e-boeken onder de titels Sjofele Dick en Roem en Fortuin.